# Старий Хутір (Кременчуцький район)
Старий Ху́тір — село в Україні, у Глобинській міській громаді Кременчуцького району Полтавської області. Населення становить 252 осіб.

## Історія
12 червня 2020 року, відповідно до розпорядження Кабінету Міністрів України № 721-р «Про визначення адміністративних центрів та затвердження територій територіальних громад Полтавської області», село увійшло до складу Глобинської міської громади.
19 липня 2020 року, в результаті адміністративно - територіальної реформи та ліквідації Глобинського району, село увійшло до складу новоутвореного Кременчуцького району.

## Населення

### Мова
Розподіл населення за рідною мовою за даними перепису 2001 року:
| Мова       | Кількість | Відсоток |
| ---------- | --------- | -------- |
| українська | 233       | 92.46%   |
| російська  | 14        | 5.55%    |
| білоруська | 4         | 1.59%    |
| румунська  | 1         | 0.40%    |
| Усього     | 252       | 100%     |